# Бригадирский переулок
Бригади́рский переу́лок — улица в центре Москвы в Басманном районе между Большим Демидовским переулком и 2-й Бауманской.

## Происхождение названия
Название XVIII века связано с одним из домовладельцев, имевшим воинский чин бригадира (военный чин бригадира существовал в Российской армии в XVIII—XIX веках).

## Описание
Бригадирский переулок начинается от Большого Демидовского и соединён также безымянным проездом с Доброслободской улицей. Переулок проходит на восток, пересекает Бауманскую улицу и заканчивается на 2-й Бауманской.

## Здания и сооружения

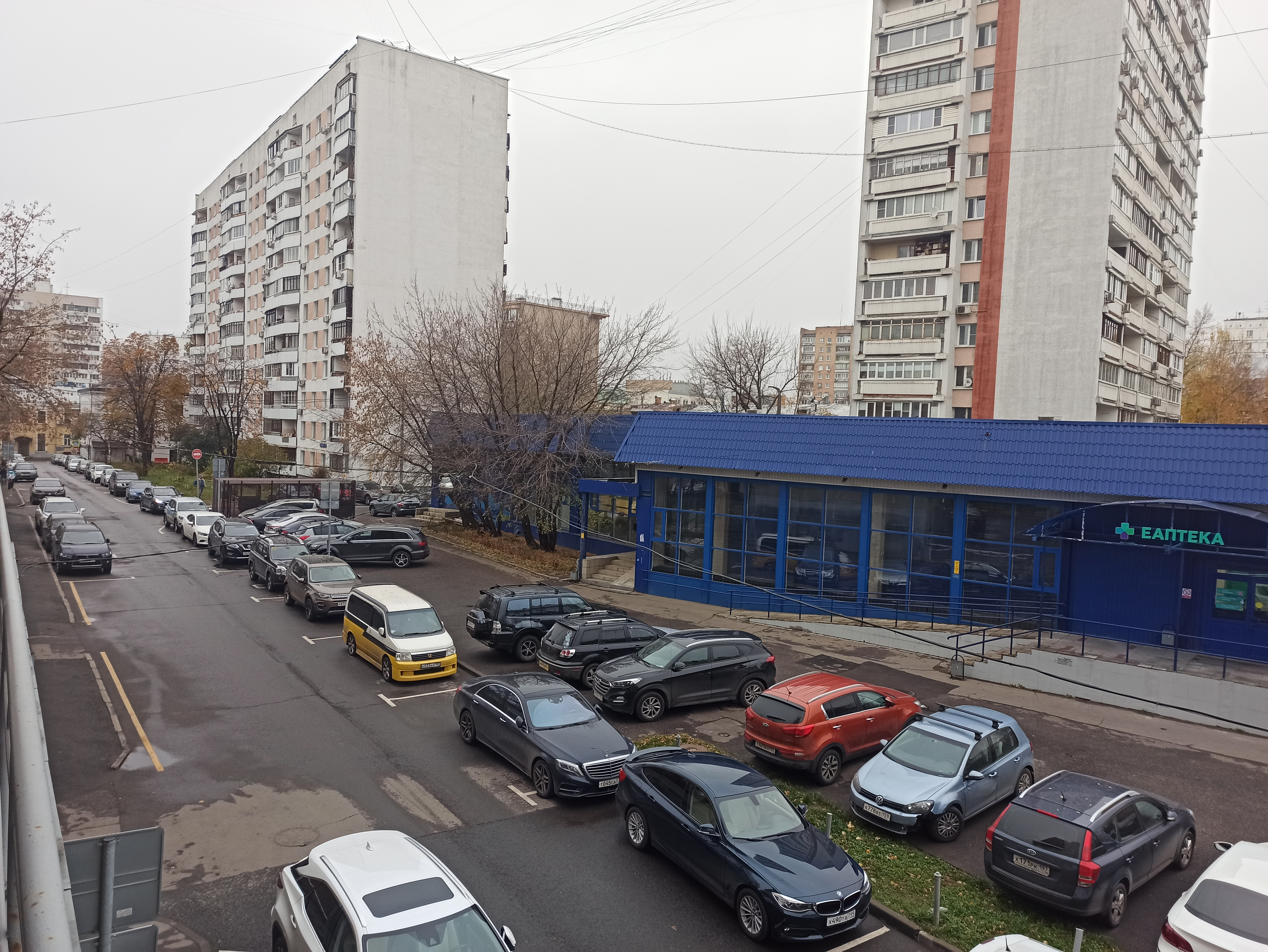
Бригадирский переулок в Москве в 2020 году
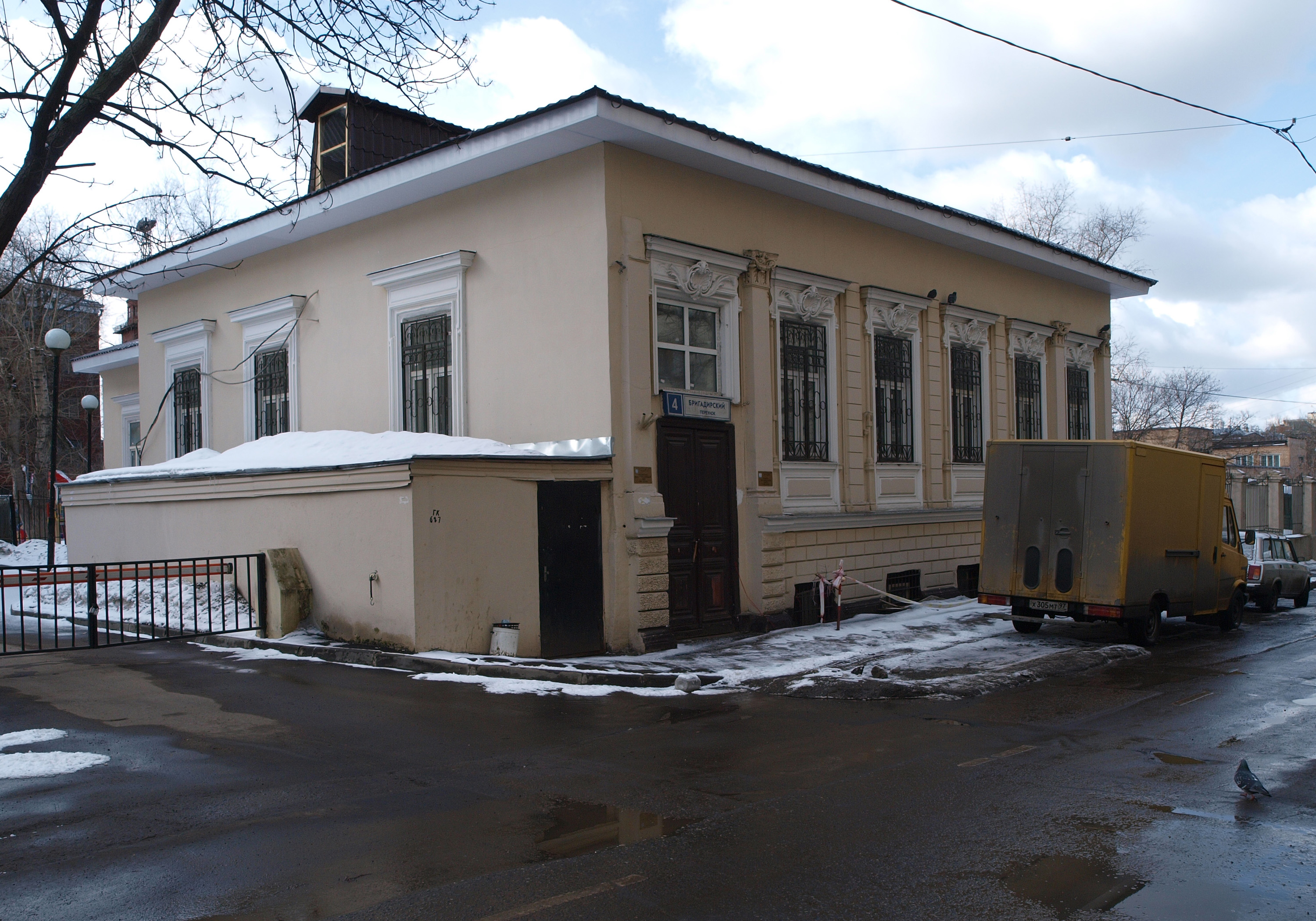
№ 4. Лаборатория точной вакуумной механики кафедры МТ-11 МГТУ им. Баумана
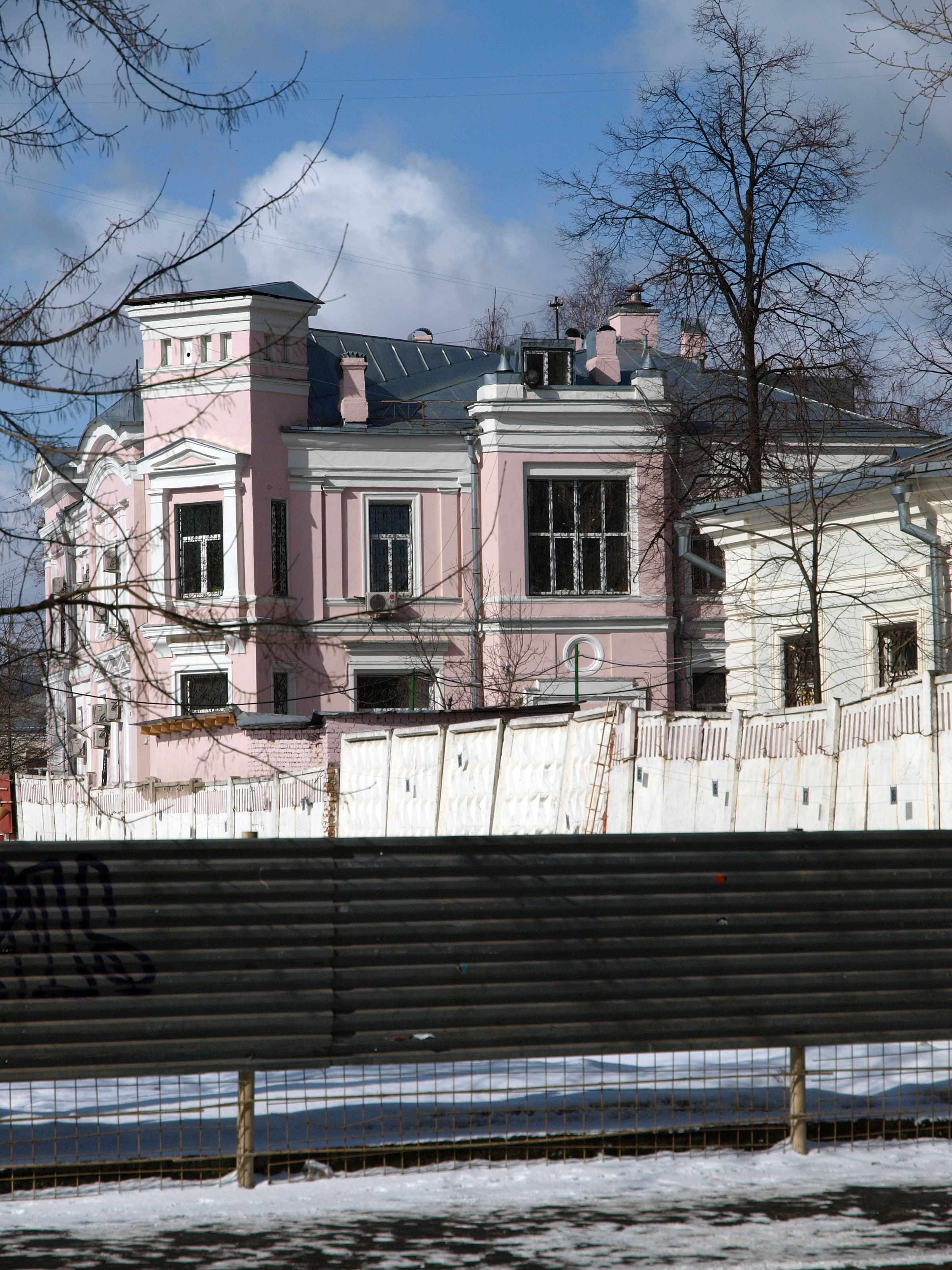
№ 8А. Вид со двора.

По нечётной стороне:
По чётной стороне:
- № 4 — Лаборатория точной вакуумной механики кафедры МТ-11 МГТУ им. Баумана;
- № 4А — детский сад № 17 при МГТУ им. Баумана;
- № 14 — Общежитие для неимущих студентов Императорского Московского технического училища (1903, архитектор Л. Н. Кекушев), сейчас — поликлиника № 160 при МГТУ им. Баумана; стоматологическая поликлиника № 53.